# Матак
Матак (каз. Матақ) — село в Каркаралинском районе Карагандинской области Казахстана. Административный центр и единственный населённый пункт Угарского сельского округа. Находится примерно в 66 км к северо-западу от районного центра, города Каркаралинска. Код КАТО — 354883100.

## Население
В 1999 году население села составляло 669 человек (335 мужчин и 334 женщины). По данным переписи 2009 года, в селе проживало 518 человек (263 мужчины и 255 женщин).